# Manhattan

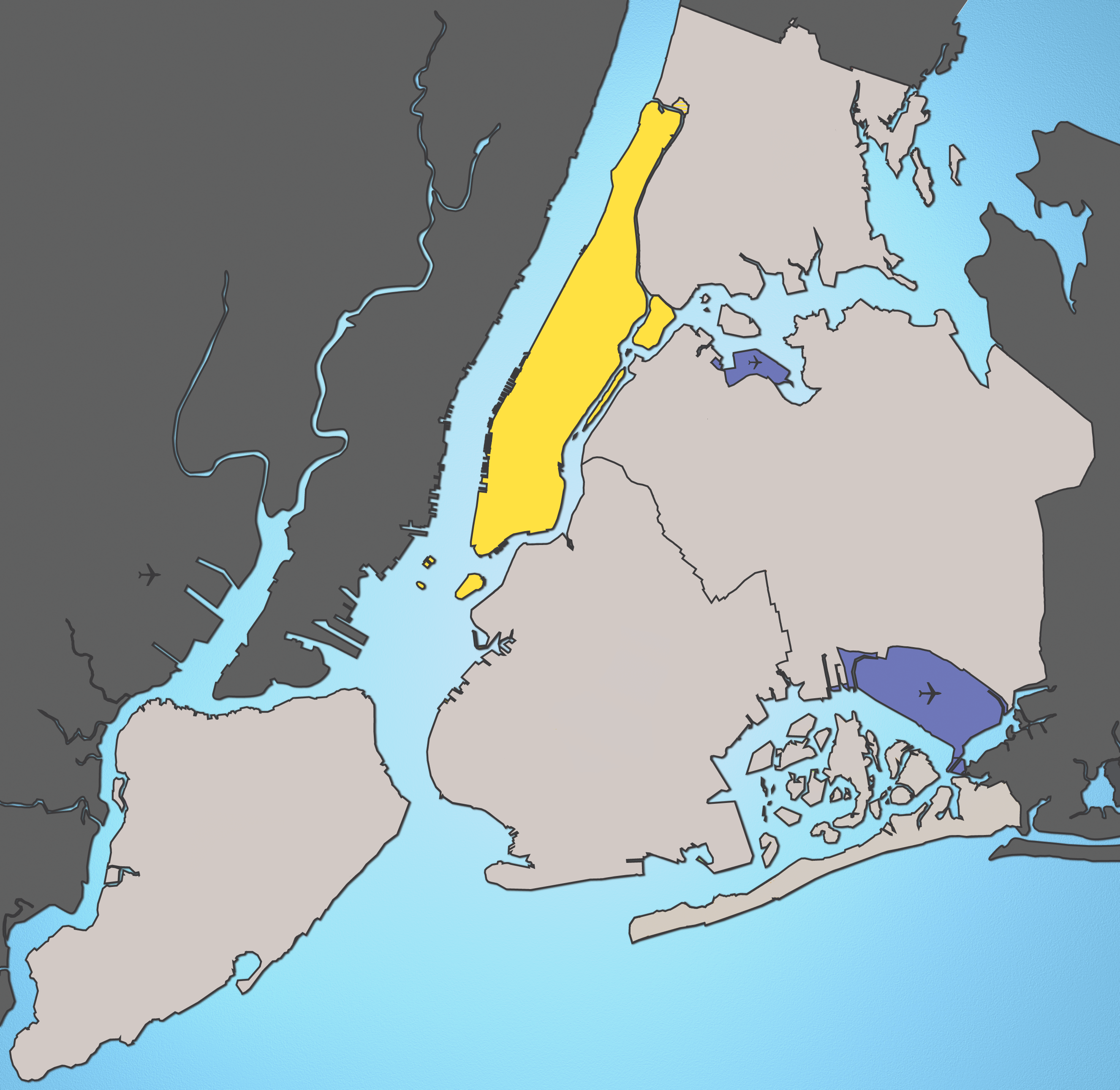
Das Borough von Manhattan, gelb hervorgehoben, liegt zwischen dem East River und dem Hudson River (die Flughäfen La Guardia im Norden und J.F. Kennedy im Süden sind blau eingefärbt)

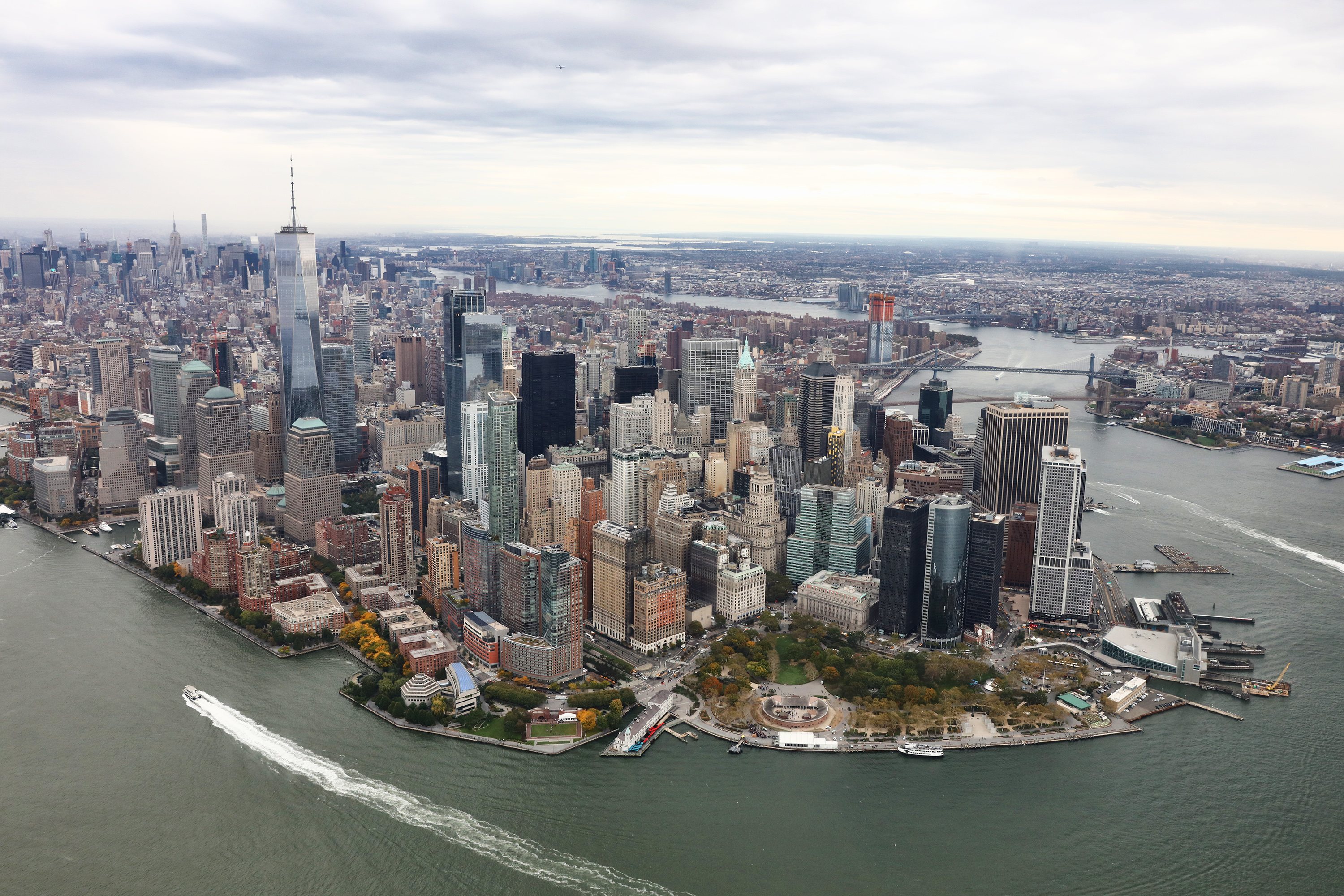
Manhattan aus der Luft, Oktober 2017

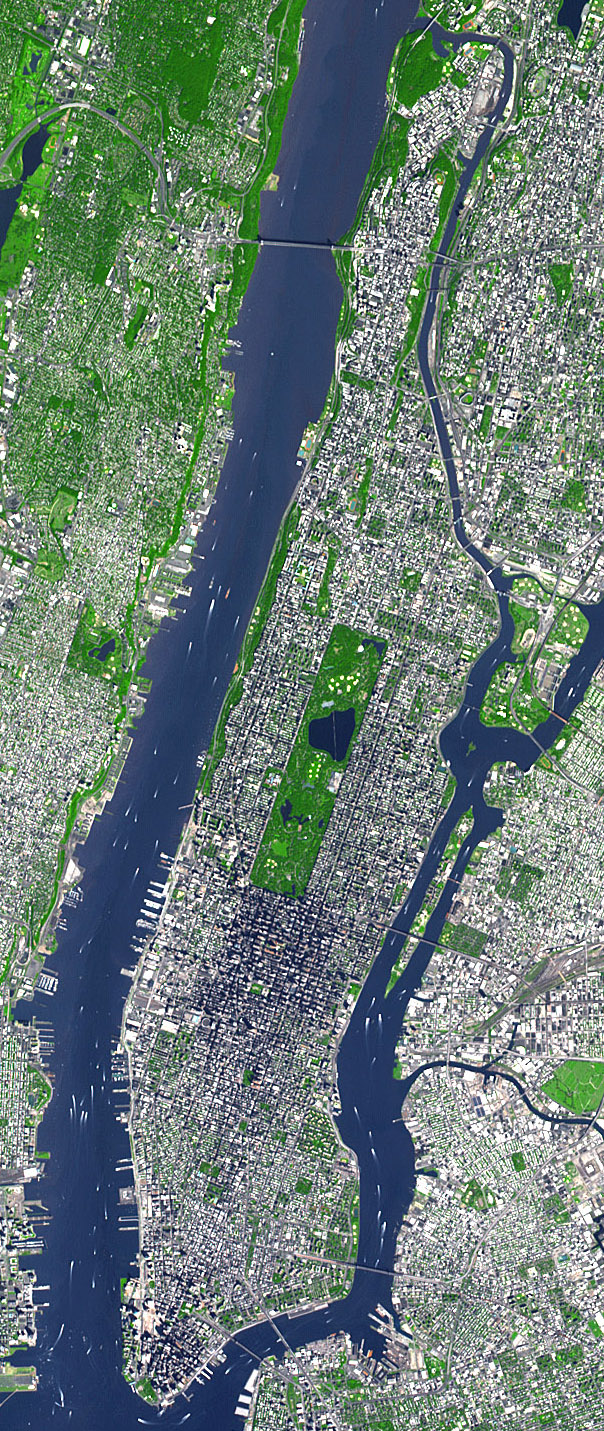
Satellitenbild von Manhattan

Manhattan [mænˈhætn̩] ⓘ ist einer der fünf Stadtbezirke (Boroughs) der Stadt New York City und deckt sich mit dem New York County im Bundesstaat New York. Die Insel Manhattan liegt an der Mündung des Hudson River und wird von diesem im Westen, vom East River im Osten und vom Harlem River im Nordosten umflossen.
Zum Borough Manhattan gehören weitere kleinere Inseln, darunter Liberty Island, Roosevelt Island, U Thant Island (offiziell Belmont Island), Governors Island, Randalls Island/Wards Island und ein kleines Stück auf dem Festland, Marble Hill. Ellis Island gehört teils zu Manhattan, teils zu New Jersey.

## Geographie
Manhattan ist 21,6 Kilometer lang und zwischen 1,3 und 3,7 Kilometer breit. Gemäß dem United States Census Bureau hat Manhattan eine Fläche von 87,5 km², davon sind 59,5 km² Landfläche und 28,0 km² Wasserfläche. Der höchste natürliche Punkt ist mit 80,77 m der Long Hill, Fort Washington/Bennett Park (184th Street and Fort Washington Boulevard), markiert durch eine Gedenktafel.
Manhattan ist durch Brücken und Tunnel ans Festland und die östlich benachbarte Insel angebunden: im Westen mit New Jersey, im Osten mit den Boroughs Brooklyn und Queens auf Long Island und im Nordosten mit der Bronx. Die einzige direkte Verbindung nach Staten Island ist die Staten Island Ferry, deren Terminal am Battery Park liegt.

### East Side und West Side
Der Central Park teilt den mittleren Teil Manhattans in Upper East Side und Upper West Side. Dies findet sich in den Straßennamen wieder, die in East streets (östlich der 5th Avenue) und West streets (westlich der 5th Avenue) aufgeteilt sind. Die Fifth Avenue trifft im Norden auf den Central Park, der ab dort als Teiler zwischen Ost- und West gilt, und im Süden auf den Washington Square Park. Ab dem Washington Square Park dient der Broadway als teilende Straße, bis die Aufteilung in East und West im an der Südspitze verworreneren Straßennetz zusehends verschwindet.
Zusätzlich zur Upper East Side gibt es an der östlichen Südspitze Manhattans die Lower East Side. Zu dieser gehörte ursprünglich auch das nördlich angrenzende East Village. Die Bezeichnung Lower West Side ist nicht gebräuchlich. Als Gegenstück zum East Village gibt es jedoch das West Village. Südlich der Upper East und Upper West Side befinden sich neben den eben erwähnten Stadtvierteln noch etwa ein Dutzend weiterer Viertel wie SoHo, Tribeca, Financial District, Gramercy Park usw.

### Uptown, Midtown und Downtown
In Manhattan bedeutet Uptown Norden und Downtown Süden. So fahren Uptown Trains der U-Bahn in den Norden Manhattans und Downtown Trains in den Süden. Das Gebiet zwischen der 23rd Street und der 59th Street wird Midtown genannt. Midtown Manhattan ist der größte innerstädtische Business- und Bürokomplex der Vereinigten Staaten und geht südlich bis zur Chambers Street.
Als Lower Manhattan oder Downtown Manhattan wird der untere und südwestliche Teil der Insel südlich der Chambers Street bezeichnet. Er umfasst die Bereiche City Hall, den Financial District sowie das Gelände des 2001 zerstörten (Ground Zero) und wieder aufgebauten World Trade Centers und dessen direkte Umgebung. Lower Manhattan ist der viertgrößte innerstädtische Business- und Bürokomplex der Vereinigten Staaten.

### Straßennetz
Anfang des 19. Jahrhunderts wuchs die Stadt immer schneller; es sollten neue Wohngebiete erschlossen werden. 1811 beschlossen die Stadtplaner mit dem Commissioners’ Plan, die gesamte Insel Manhattan, von der bis dahin fast nur die Südspitze bebaut war, mit einem gleichförmigen, gut einprägsamen Straßennetz (engl.: grid) zu überziehen. Der Entwurf des genial einfachen Straßenrasters (Randel-Plan) stammte von John Randel, Jr. (1787–1865). Er ist auch unter dem Namen Manhattan street grid bekannt.
Die zwölf nord-südlich ausgerichteten Längsstraßen erhielten Namen mit dem Zusatz „Avenue“. Die ostwestlich ausgerichteten Querstraßen erhielten generell Namen mit nach Norden fortlaufend ansteigenden Ziffern und dem Zusatz „Street“. Sie sind von Süden ab der Bleecker/Houston Street mit den Ordinalzahlen von 1. bis 193. im Norden auf Höhe der Bronx durchnummeriert.
Die 5th Avenue teilt die Querstraßen in Ost und West, wobei jede Seite ihre eigene, von der 5th Ave. aus aufsteigende Hausnummerierung hat. So bezeichnen beispielsweise die Adressen 10 East 42nd Street und 10 West 42nd Street zwei unterschiedliche Gebäude. Der Central Park liegt in seiner Nordsüd-Achse zwischen der 59th Street und 110th Street. Die 5th Avenue bildet seinen Ostrand.

Südlich der Houston Street war die Namensvergabe bereits abgeschlossen. Die sonstigen Ausnahmen in dem System bildeten der vorhandene Broadway als zentrale Achse bis zum Central Park, der Times Square und die autobahnartig ausgebauten, die Insel fast vollständig umschließende West- (teilw. 10., 11. und 12. Avenue) und South Street bzw. der FDR-Drive als östlichste Verkehrsachse.
In Manhattan gibt es auch wenige ostwestlich ausgerichtete Straßen, die als Verbindung zwischen Tunneln oder Brücken über Manhattan hinaus Erschließungsfunktionen haben: die 36th Street bis zur 40th Street zwischen Lincoln- und Queens-Midtown-Tunnel und die Straßen zwischen Canal Street (beim Holland-Tunnel) und den Zubringern der Williamsburg Bridge.
Ähnliches gilt im Norden der Insel für die George Washington Bridge und ihrer Fortführung im Cross Bronx Expressway. Dabei wird Manhattan quasi nur als Brückenpfeiler diesseits des Hudsons genutzt.

### Stadtteile

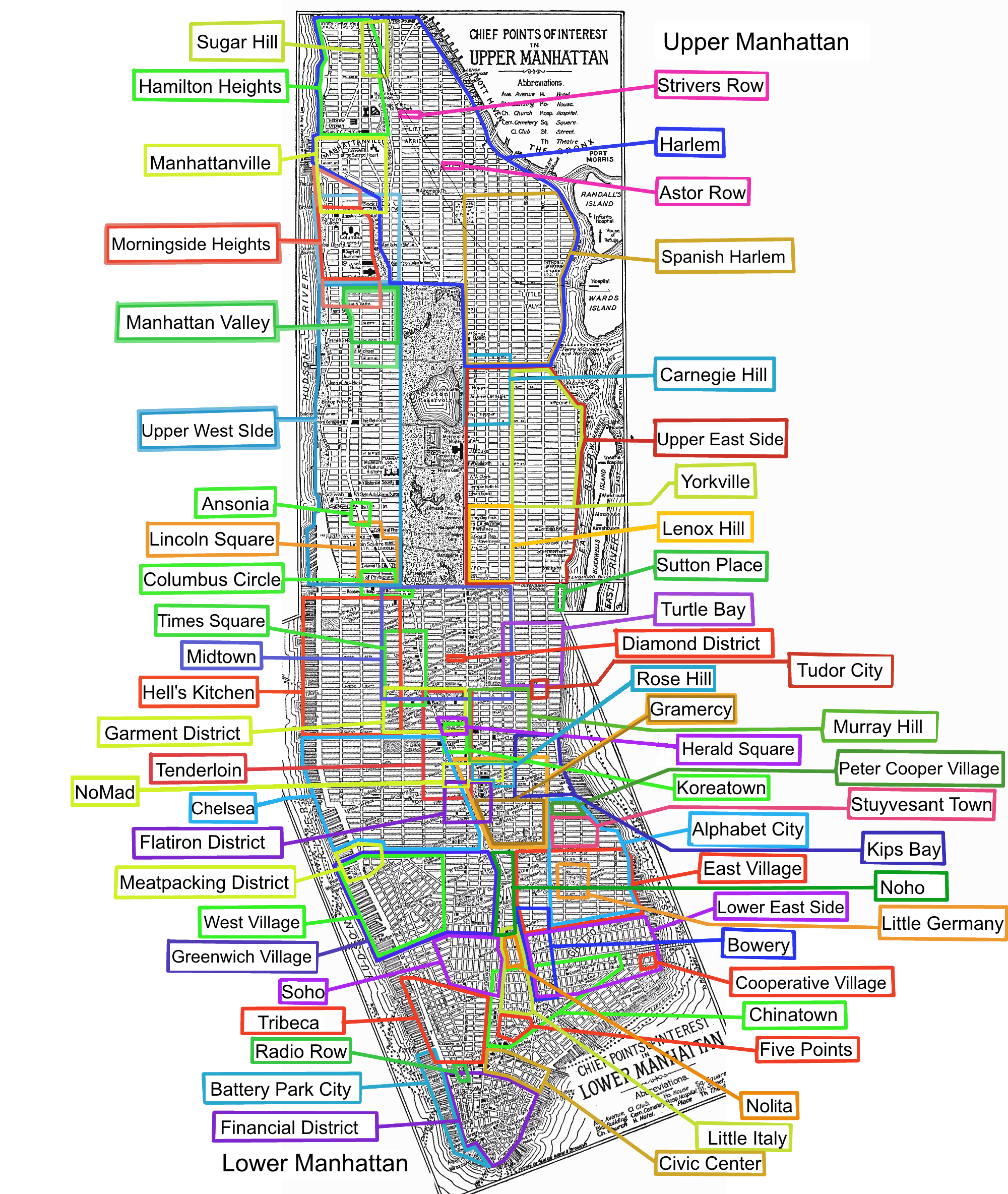
Lage der Stadtteile auf einer Karte aus dem Jahr 1920

Die Insel Manhattan ist verwaltungsmäßig einer der fünf Boroughs der Stadt New York. Dieser Borough/Bezirk besteht aus mehreren Stadtteilen/Vierteln (neighborhoods):
| A–H                | L–Z                  |
| Battery Park City  | Little Italy         |
| Carnegie Hill      | Lower East Side      |
| Chelsea            | Lower Manhattan      |
| Chinatown          | Meatpacking District |
| East Harlem        | Murray Hill          |
| East Village       | NoHo                 |
| Financial District | SoHo                 |
| Flatiron District  | Tribeca              |
| Garment District   | Turtle Bay           |
| Gramercy Park      | Upper East Side      |
| Greenwich Village  | Upper West Side      |
| Harlem             | Washington Heights   |
| Hell’s Kitchen     | West Village         |
| Inwood             | Yorkville            |

## Bevölkerung

### Einwohnerentwicklung
Manhattan hat 1.694.251 Einwohner (2020). Während die Einwohnerzahlen aller anderen New Yorker Stadtbezirke seit Anfang des 20. Jahrhunderts stark angestiegen sind, hat sie sich in Manhattan zwischen 1910 und 1980 nahezu halbiert. Insbesondere nach 1950 nahm die Bevölkerung als Folge der Suburbanisierung stetig ab, erst seit Mitte der 1980er Jahre ist wieder ein leichtes Bevölkerungswachstum zu verzeichnen, das aktuell bei 0,8 % (jährlicher Durchschnitt 2000–2008) liegt. Die Bevölkerungsdichte ist mit 27.476 Einwohnern je km² Landfläche nach wie vor die höchste aller New Yorker Stadtbezirke.
Die Zensus-Statistik spiegelt indes nur die Wohnbevölkerung. Durch Pendler und Besucher erhöht sich die Anzahl der Menschen, die sich in Manhattan aufhalten, an einem typischen Werktag auf rund 4 Millionen, am Wochenende auf 2,9 Millionen.

### Bevölkerungsgruppen und Herkunft
Die Zusammensetzung der Bevölkerung von Manhattan ist im Vergleich zu den anderen Stadtbezirken New Yorks weniger heterogen. Die größte Gruppe sind mit 48 % nicht-hispanische Weiße (New York insgesamt: 35 %). Die europäischstämmigen Einwanderer sind meistens Briten, Iren, Deutsche, Italiener und Russen.
Hispanics bilden mit insgesamt 25 % die zweitgrößte Bevölkerungsgruppe. Der Anteil der nicht-hispanischen Schwarzen bzw. Afroamerikaner ist mit 14 % deutlich niedriger als in New York insgesamt (24 %). Die Asiaten sind die am stärksten wachsende Gruppe und machen mittlerweile 11 % der Bevölkerung von Manhattan aus.
32 % der Einwohner Manhattans sind nicht in den Vereinigten Staaten geboren, davon unter anderem 12,7 % in Lateinamerika (ohne Puerto Rico), 8,3 % in Asien und 5,1 % in Europa.
Die beiden folgenden Tabellen stellen statistische Daten zu den Bevölkerungsgruppen bzw. zur Herkunft/Abstammung der Einwohner Manhattans dar. Bei allen Daten handelt es sich um Eigenangaben der Befragten.
| Bevölkerungsgruppen              | Census 1990 | Census 2000 | ACS 2010–2014 |
| -------------------------------- | ----------- | ----------- | ------------- |
| Weiße                            | 58,3 %      | 54,4 %      | 56,7 %        |
| - Nicht-Hispanics                | 48,9 %      | 45,8 %      | 47,4 %        |
| - Hispanics                      | 9,4 %       | 8,6 %       | 9,3 %         |
| Schwarze/Afroamerikaner          | 22,0 %      | 17,4 %      | 15,1 %        |
| - Nicht-Hispanics                | 17,6 %      | 15,3 %      | 12,8 %        |
| - Hispanics                      | 4,4 %       | 2,1 %       | 2,3 %         |
| Asiaten                          | 7,4 %       | 9,4 %       | 11,6 %        |
| Mischlinge                       | N/A         | 4,1 %       | 4,0 %         |
| Indianer und Ureinwohner Alaskas | 0,4 %       | 0,5 %       | 0,4 %         |
| Sonstige                         | 11,9 %      | 14,2 %      | 12,2 %        |
| - Hispanics                      | 11,6 %      | 13,7 %      | 11,7 %        |
| Hispanics/Latinos insgesamt      | 26,0 %      | 27,2 %      | 25,7 %        |

| Herkunft/Abstammung        | Census 1990 | Census 2000 | ACS 2005–2007 |
| -------------------------- | ----------- | ----------- | ------------- |
| Dominikaner                | 9,2 %       | 8,9 %       | 10,4 %        |
| Briten                     | 5,5 %       | 6,4 %       | 7,4 %         |
| - Engländer                | 4,0 %       | 4,3 %       | 5,0 %         |
| - Schotten                 | 0,8 %       | 1,1 %       | 1,2 %         |
| Iren                       | 5,1 %       | 6,9 %       | 7,3 %         |
| Puerto Ricaner             | 10,0 %      | 7,8 %       | 7,3 %         |
| Deutsche                   | 6,0 %       | 6,0 %       | 6,5 %         |
| Italiener                  | 4,4 %       | 5,5 %       | 6,1 %         |
| Chinesen                   | 4,9 %       | 5,7 %       | 6,0 %         |
| Russen                     | 5,3 %       | 4,9 %       | 5,0 %         |
| Amerikaner                 | 2,2 %       | 2,8 %       | 4,6 %         |
| Polen                      | 3,1 %       | 3,5 %       | 3,5 %         |
| Südamerikaner              | 1,9 %       | 1,6 %       | 2,3 %         |
| Mexikaner                  | 0,7 %       | 2,0 %       | 2,2 %         |
| Franzosen1)                | 1,1 %       | 1,7 %       | 1,9 %         |
| Westinder (ohne Hispanics) | 1,6 %       | 1,8 %       | 1,7 %         |
| Subsahara-Afrikaner        | 0,6 %       | 1,2 %       | 1,5 %         |
| Inder                      | 0,4 %       | 1,0 %       | 1,4 %         |
| Koreaner                   | 0,4 %       | 0,7 %       | 1,0 %         |
| andere Herkunft            | 25,7 %      | 31,7 %      | 23,9 %        |
| ohne Zuordnung/ohne Angabe | 11,9 %      | −0,1 %2)    | N/A           |

1) ohne Basken, inkl. Elsässer; 2) Summe 100,1 % weil mehr Abstammungen als Einwohner angegeben wurden

### Sprachen
Englisch ist in Manhattan als Muttersprache mit 61 % weiter verbreitet als in New York insgesamt (52 %). Die zweitwichtigste Sprache ist Spanisch, das von 23 % der Einwohner zuhause verwendet wird. Die übrigen Sprachen machen zusammen 16 % aus. Insgesamt geben 18 % der Befragten an, nicht sehr gut Englisch zu sprechen.
| Muttersprachen                      | Census 1990 | Census 2000 | ACS 2005–2007 |
| ----------------------------------- | ----------- | ----------- | ------------- |
| Englisch                            | 61,0 %      | 58,1 %      | 61,2 %        |
| Spanisch1)                          | 24,0 %      | 24,9 %      | 22,5 %        |
| Chinesisch                          | 4,5 %       | 5,2 %       | 5,3 %         |
| Französisch2)                       | 2,3 %       | 2,4 %       | 2,2 %         |
| Deutsch                             | 1,2 %       | 0,9 %       | k. A.         |
| Japanisch                           | 0,6 %       | 0,9 %       | k. A.         |
| Italienisch                         | 1,0 %       | 0,8 %       | k. A.         |
| sonstige Sprachen                   | 5,4 %       | 6,8 %       | 8,8 %         |
| Englisch (Mutter- und Zweitsprache) | 80,7 %      | 80,0 %      | 82,4 %        |

1) inkl. spanisches Kreolisch; 2) inkl. Patois, Cajun und französisches Kreolisch

### Religionen
Die größte Konfession in Manhattan stellt die römisch-katholische Kirche mit 37 % der Einwohner dar. Der Anteil der Juden ist mit 20 % der zweithöchste aller amerikanischen Counties. Protestanten verschiedener Richtungen machen zusammen 9 % aus.
| Religionen 2000                      | Anzahl Personen | Anteil (%) |
| ------------------------------------ | --------------- | ---------- |
| Christen                             | 720.095         | 46,8 %     |
| - Katholiken                         | 564.505         | 36,7 %     |
| - Mainline-Protestanten              | 99.916          | 6,5 %      |
| — Amerikanische Baptistenkirchen USA | 28.611          | 1,9 %      |
| — Episkopalkirche                    | 23.742          | 1,5 %      |
| — Evangelisch-methodistische Kirche  | 12.900          | 0,8 %      |
| — Reformierte Kirche in Amerika      | 12.439          | 0,8 %      |
| — Presbyterianische Kirche (USA)     | 10.715          | 0,7 %      |
| - Evangelikale Protestanten          | 32.144          | 2,1 %      |
| — Internationale Gemeinden Christi   | 7.868           | 0,5 %      |
| - Orthodoxe                          | 19.705          | 1,3 %      |
| Juden                                | 314.500         | 20,5 %     |
| Muslime                              | 37.078          | 2,4 %      |
| Sonstige/Konfessionslose/ohne Angabe | 465.522         | 30,3 %     |

## Geschichte

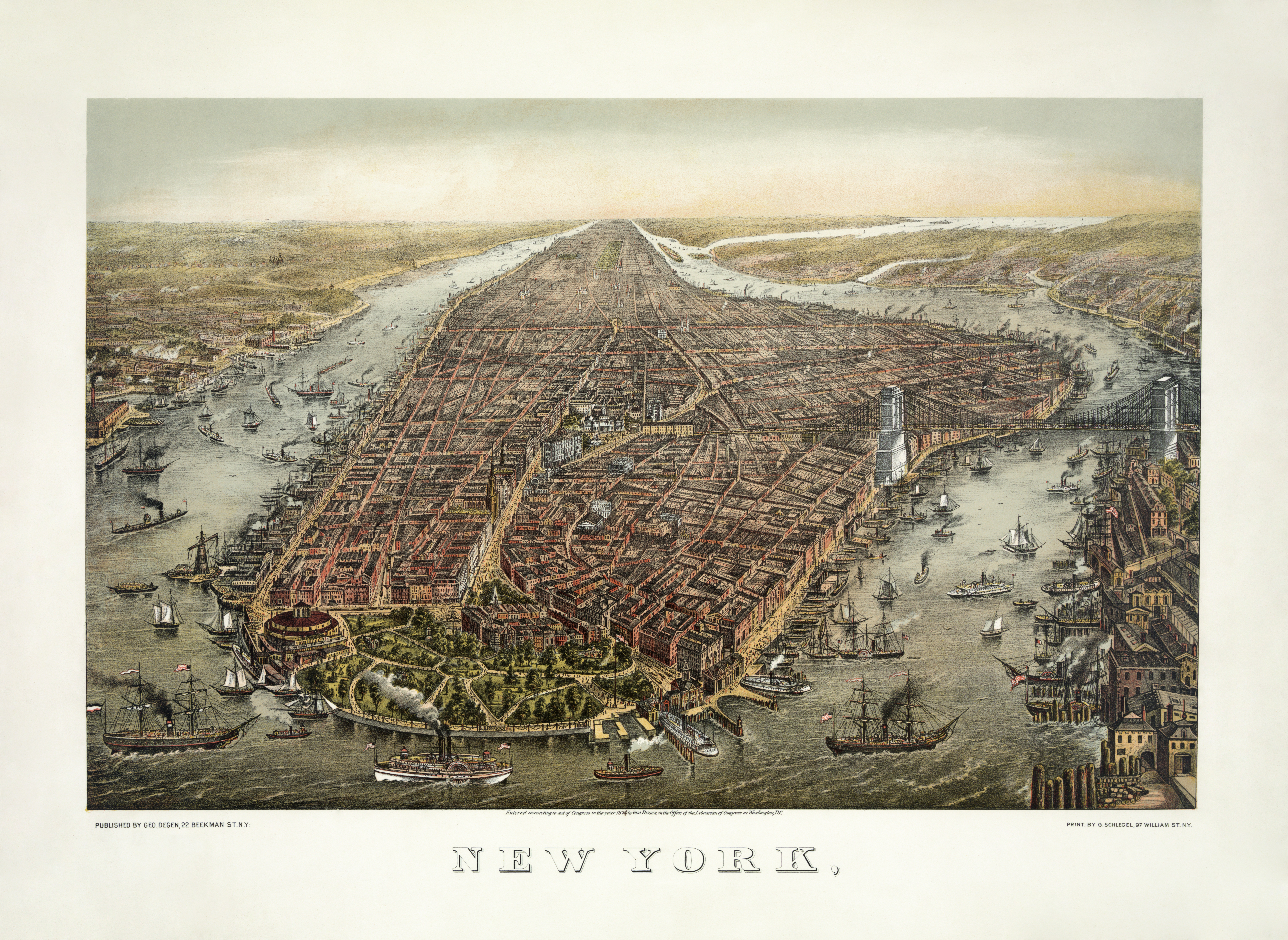
Manhattan um 1873

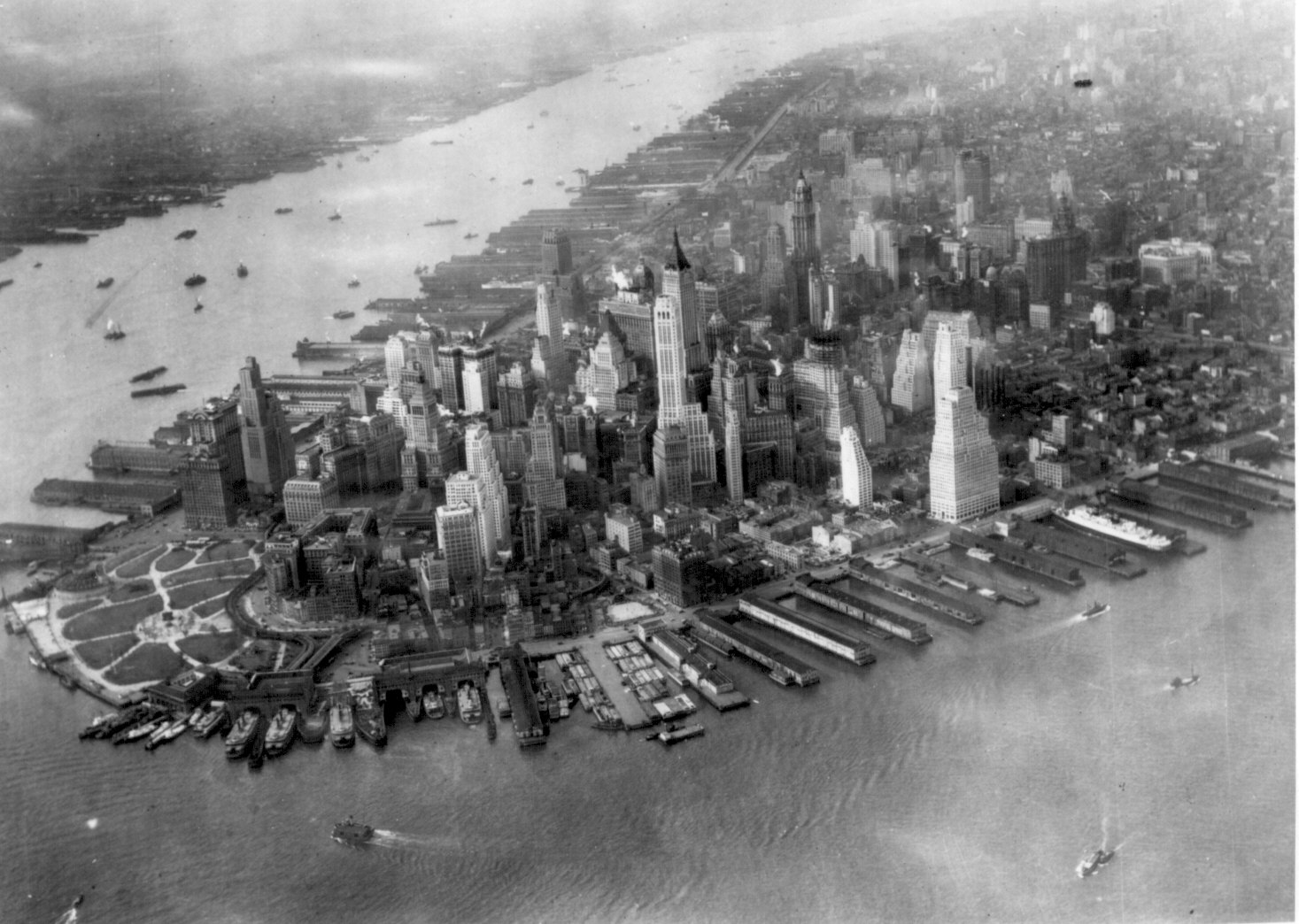
Manhattan um 1931

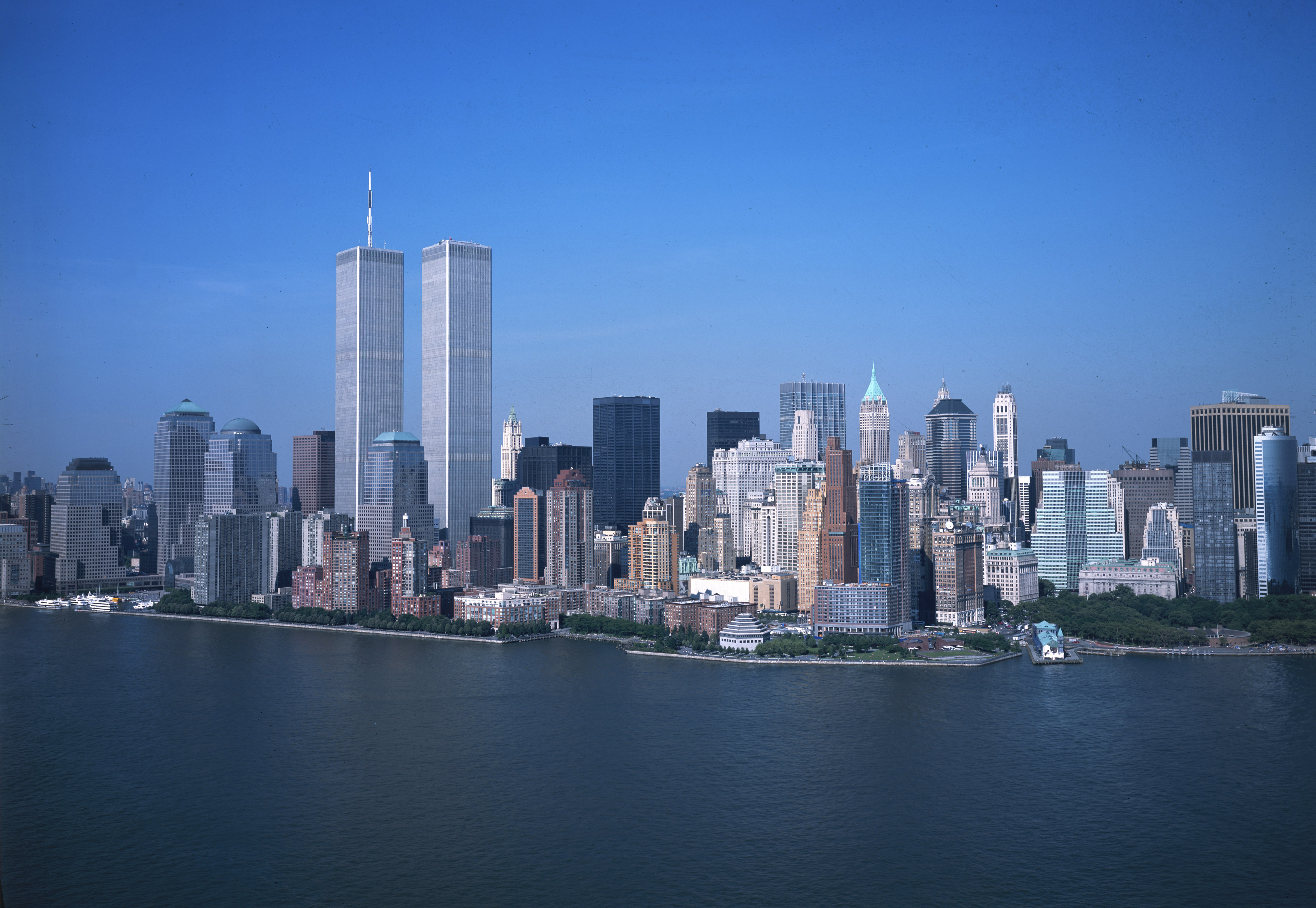
Skyline Downtown-Manhattans vor dem 11. September 2001

Blick auf Manhattan aus Richtung Brooklyn

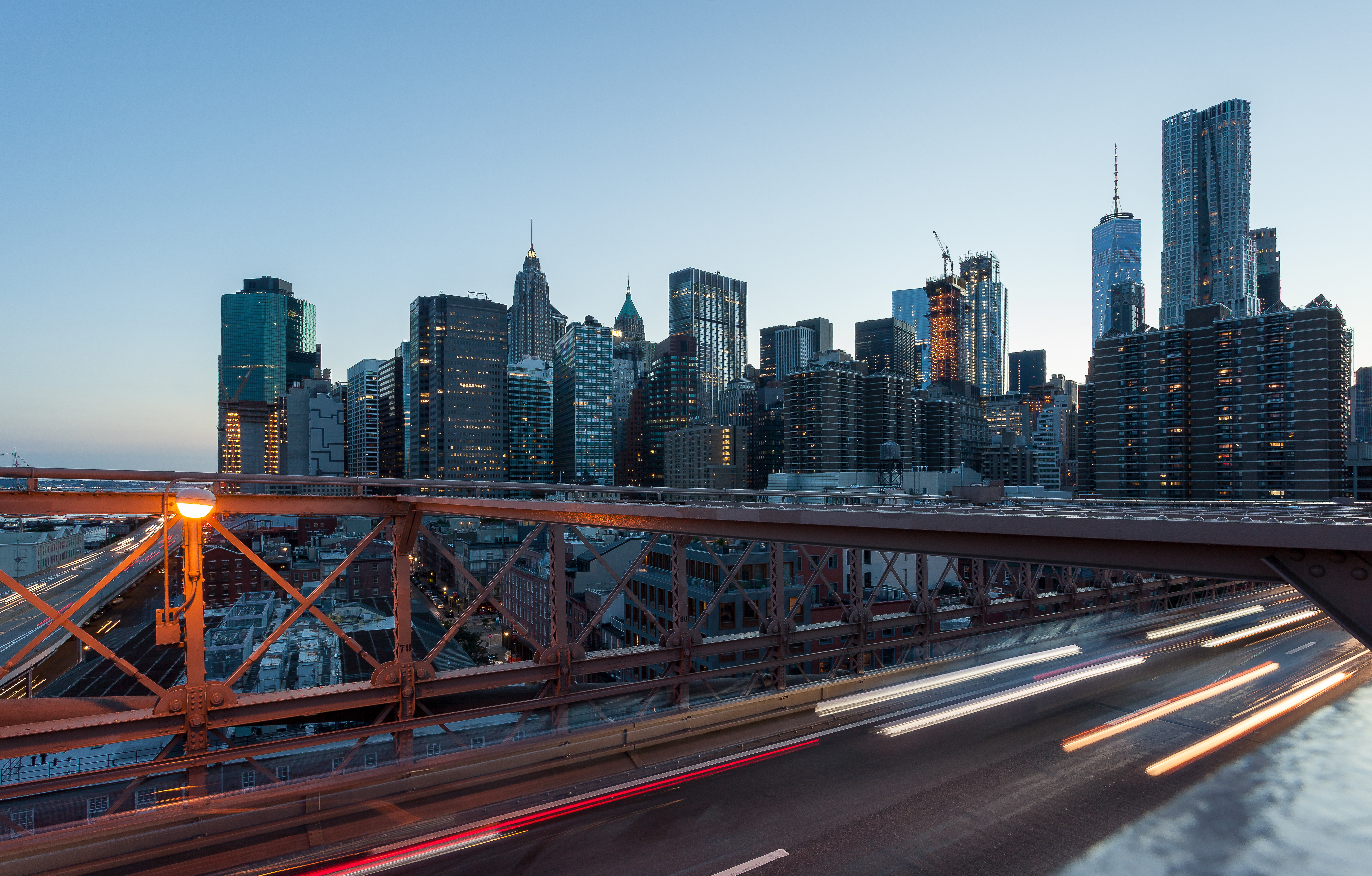
Panorama von Downtown-Manhattan 2017

Der Name Manhattan (ursprünglich Manna-hata oder Mannahatta, aber auch die Schreibweisen Manados, Manahata, Manahtoes, Manhattos sind verbürgt) stammt aus einer Algonkin-Indianersprache, dem Lenape, und bedeutet etwa „hügeliges Land“ oder „Land der vielen Hügel“. Eine Gruppe des Indianerstamms der Munsee hieß Manhattan (siehe Lenni Lenape). Die Algonkin waren die ersten Bewohner Manhattans, wobei um 1600 den Norden die Wickquaesgeck zwischen Harlem Creek und Manhattanville bewohnten, den Süden der Insel die Reckgawawanck. Beide Stämme hatten ihre Hauptdörfer jedoch auf dem Festland, wo sich auch der größere Teil ihres Gebietes befand. 1524 sichtete der Italiener Giovanni da Verrazzano als erster Europäer die Insel Manhattan. Im 17. Jahrhundert wurde die Insel durch Peter Minuit den Indianern für Waren im Wert von 60 niederländischen Gulden abgekauft.
Manhattan wurde ab 1624 von Niederländern besiedelt (siehe Nieuw Amsterdam). 1667 überließen die Niederlande im Frieden von Breda die Insel den Engländern. Im Tausch erhielten sie Run, ein kleines indonesisches Eiland, mit dem sie ihr Gewürzmonopol ein Jahrhundert lang absichern konnten. Das „Welikia Project“ (auch „Mannahatta Project“) versucht, New York Citys Originallandschaft von vor 400 Jahren zu rekonstruieren.

### Historische Objekte
- Zwischen den Straßen Pearl Street, Water Street, Broad Street und dem Coenties Slip steht der Fraunces Tavern Block, ein Häuserblock, der am 28. April 1977 vom National Register of Historic Places (NRHP) als historisches Gebäudedenkmal mit der Nummer 77000957 aufgenommen wurde. Die ersten Bauten in diesem Block, der 16 Gebäude umfasst, datieren zurück auf die Zeit um das Jahr 1719.[9][10]
- In der Stuyvesant Street auf Nummer 21 befindet sich das 1803 errichtete Hamilton Fish House (auch bekannt als Stuyvesant-Fish House oder auch Nicholas and Elizabeth Stuyvesant Fish House). Der Wohnsitz des späteren Gouverneurs von New York, Hamilton Fish, wurde am 31. Juli 1972 vom National Register of Historic Places als nationales historisches Denkmal mit der Nummer 72001456 aufgenommen. Weiterhin wurde es am 15. Mai 1975 als National Historic Landmark (NHL) eingetragen.[9][11]
- Das 1784 fertiggestellte Dyckman House ist das einzige noch bestehende Farmhaus in Manhattan. Es befindet sich im Stadtteil Inwood, an der Ecke des Broadways zur 204. Straße. Das im holländischen Kolonialstil erbaute Haus wird heute als Museum genutzt und wurde am 24. Dezember 1967 unter der Nummer 67000014 sowohl in das National Register of Historic Places als auch in die Liste der National Historic Landmarks eingetragen.

In Manhattan liegen vier National Monuments und drei National Memorials. 90 Orte haben den Status einer National Historic Landmark. 543 Bauwerke und Stätten des Countys sind insgesamt im National Register of Historic Places eingetragen (Stand 17. Februar 2018).

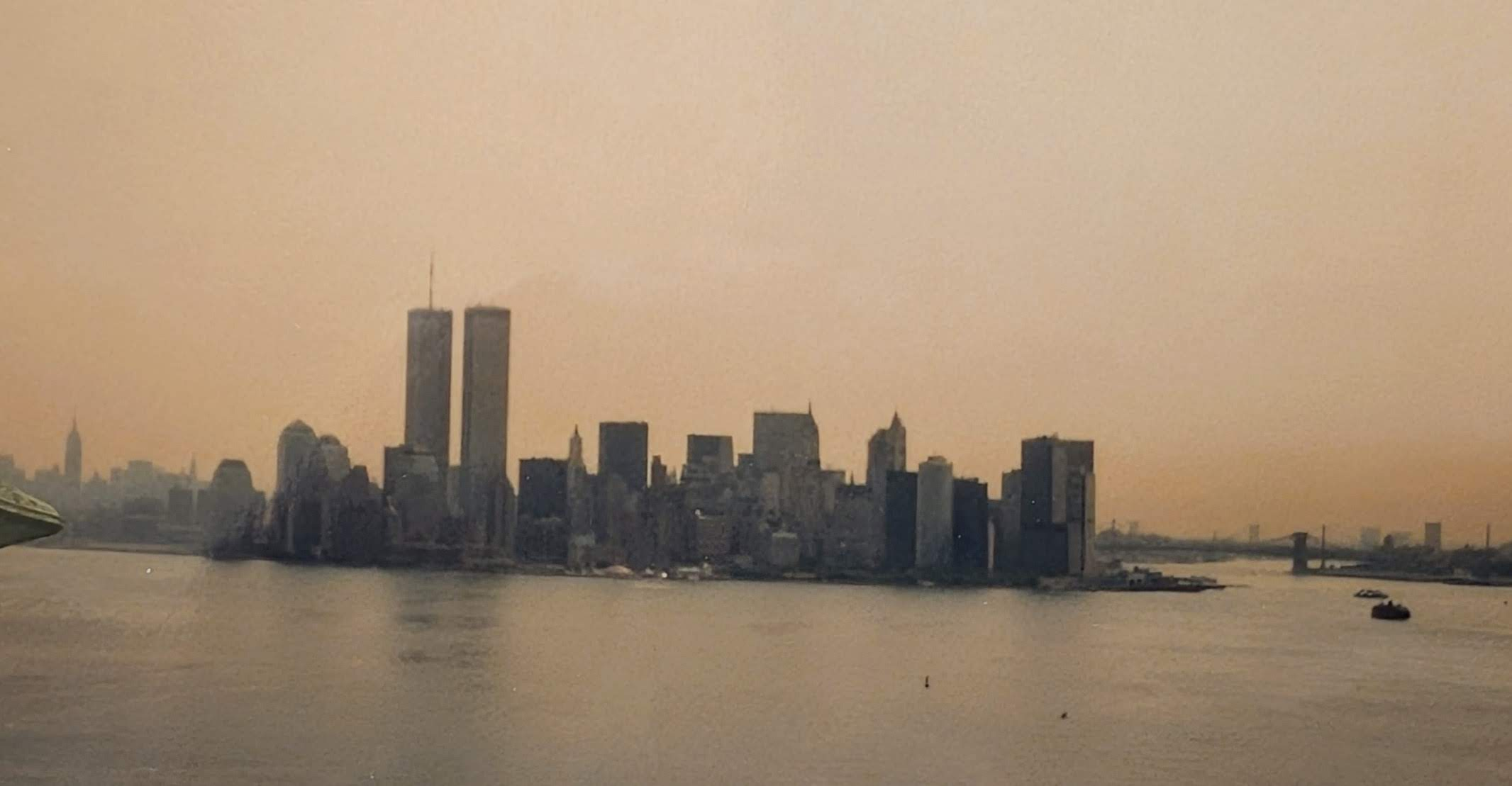
Blick auf Manhattan von der Freiheitsstatue in 1988

## Wahrzeichen und Sehenswürdigkeiten

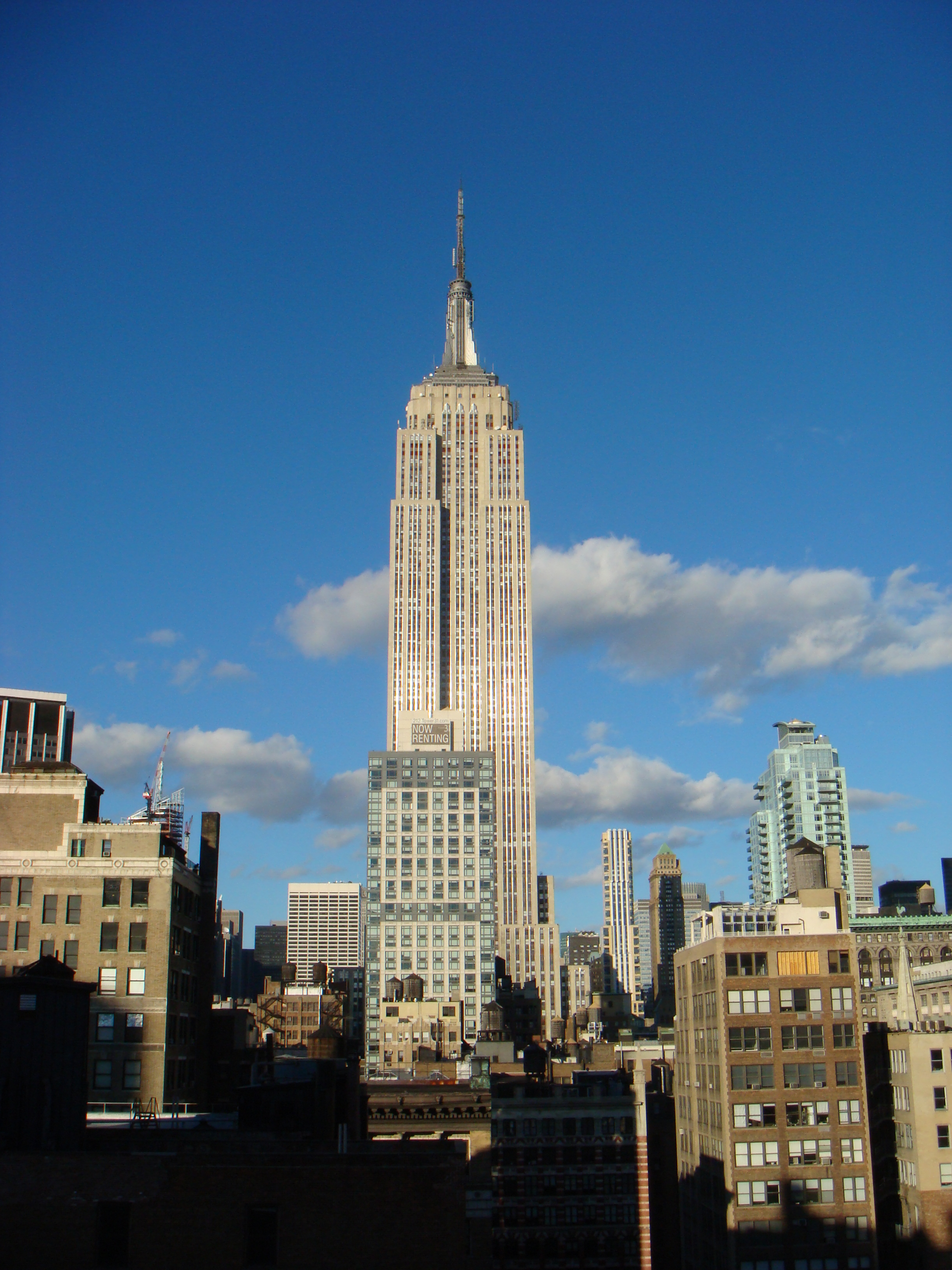
Das Empire State Building war von 1931 bis 1970 und dann wieder vom 11. Sept. 2001 bis Mai 2013 das höchste Gebäude von Manhattan und von ganz New York.

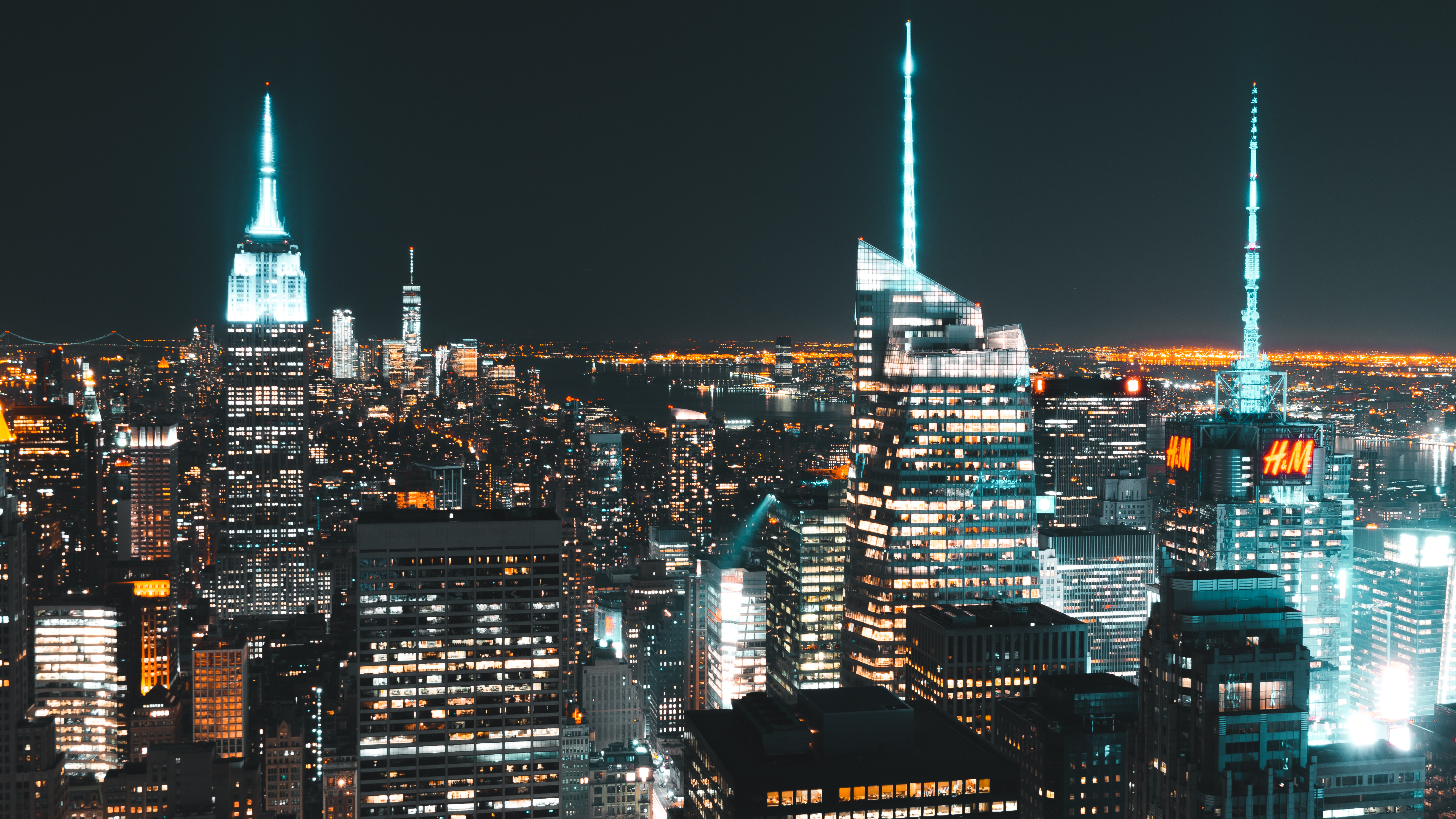
Die Skyline Midtown Manhattans

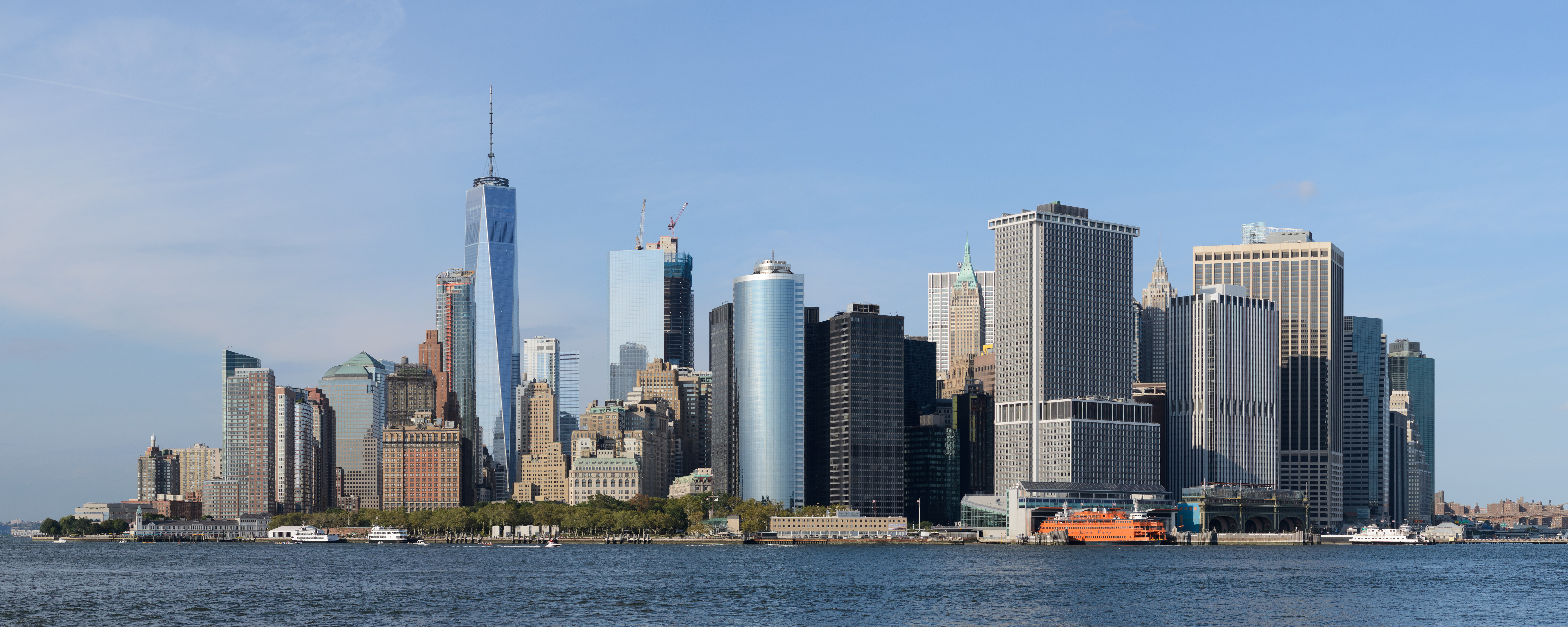
Die Skyline Lower Manhattans

Hier eine Liste einiger der bekanntesten Sehenswürdigkeiten von Manhattan. Siehe auch den Artikel New York City.
- 111 Eighth Avenue – eines der größten Bürogebäude der Stadt
- 20 Exchange Place
- 40 Wall Street
- American International Building
- American Museum of Natural History
- Bank of America Tower
- Theater District entlang des Broadways
- Brookfield Place
- Brooklyn Bridge
- Central Park
- Chinatown
- Chrysler Building
- Citigroup Center
- Columbia University
- East 73rd Street Historic District
- Empire State Building
- Federal Hall
- Fifth Avenue
- Flatiron Building
- Grand Central Terminal
- High Line
- Lincoln Center for the Performing Arts
- Little Italy
- Museum Mile
- Museum of Modern Art
- New York Times Tower
- New York University
- Rockefeller Center
- Seagram Building
- South Street Seaport
- Times Square
- Trump World Tower
- Wall Street
- Woolworth Building
- World Trade Center (am 11. September 2001 zerstört und mittlerweile wieder aufgebaut, siehe World Trade Center Site und One World Trade Center)

## Brücken und Tunnel
Die Inseln Manhattans sind durch 22 Brücken und 21 Tunnel mit dem Festland (New Jersey im Westen, Bronx im Norden) und Long Island im Osten verbunden. Nachfolgende Aufstellung ist nach den überquerten Gewässern gegliedert und folgt dem Uhrzeigersinn, beginnend im Nordwesten.

### Harlem River
Der Harlem River ist ein schmaler Meeresarm, der über 13 Kilometer Länge den East River und den Hudson verbindet.

Brücken von Nordwest nach Südost:
| Foto | Name                      | Eröffnung   | Länge | Spuren | Verkehr | Bemerkung                                               |
| --- | ------------------------- | ----------- | ----- | ------ | ------- | ------------------------------------------------------- |
| | Sputyen Duyvil Bridge     | 1899        | 186 m | 1      | –       | Drehbrücke, nur Eisenbahn (West Side Line)              |
| | Henry Hudson Bridge       | 1936        | 673 m | 7      | 70.094  |                                                         |
| | Broadway Bridgea          | 1962        | 93 m  | 4      | 35.523  | Hubbrücke, IRT Broadway – Seventh Avenue Line, 3 Gleise |
| | University Heights Bridge | 1908        | 82 m  | 4      | 41.422  | Drehbrücke                                              |
| Drei Brücken über den Harlem River: Die High Bridge im Vordergrund, die Alexander Hamilton Bridge und die Washington Bridge am weitesten entfernt. | Washington Bridge         | 1888        | 724 m | 6      | 56.945  |                                                         |
| Drei Brücken über den Harlem River: Die High Bridge im Vordergrund, die Alexander Hamilton Bridge und die Washington Bridge am weitesten entfernt. | Alexander Hamilton Bridge | 1963        | 724 m | 8      | 192.651 |                                                         |
| Drei Brücken über den Harlem River: Die High Bridge im Vordergrund, die Alexander Hamilton Bridge und die Washington Bridge am weitesten entfernt. | High Bridge               | 1848        | 600 m | –      | –       | Aquädukt, nur Fußgänger und Fahrräder                   |
| | Macombs Dam Bridge        | 1895        | 774 m | 4      | 40.749  | Drehbrücke                                              |
| | Concourse Tunnel          | 1933        |       | 3      | –       | IND Concourse Line                                      |
| | 149th Street Tunnel       | 1905        |       | 2      | –       | IRT White Plains Road Line                              |
| | 145th Street Bridge       | 1905        |       | 4      | 21.147  | Drehbrücke                                              |
| | Madison Avenue Bridge     | 1910        |       | 4      | 44.663  | Drehbrücke                                              |
| | Park Avenue Bridge        | 1954        |       | 3      | –       | Hubbrücke, nur Eisenbahn                                |
| | Lexington Avenue Tunnel   | 1918        |       | 4      | –       | IRT Lexington Avenue Line                               |
| | Third Avenue Bridge       | 1898        |       | 5      | 59.712  | Drehbrücke                                              |
| | (Harlem River Bridge)     | 1897        |       | 4      | –       | Eisenbahn-Drehbrücke, geschlossen 1955                  |
| | Willis Avenue Bridge      | 2010 (1901) |       | 4      | 65.113  | Drehbrücke                                              |

a Obwohl sie den Harlem River (genauer den Harlem River Ship Canal, fertiggestellt 1895) überquert, verbindet die Broadway Bridge zwei Stadtteile innerhalb Manhattans: Inwood im Süden mit Marble Hill im Norden.
Die beiden Brücken über den Spuyten Duyvil Creek, der den natürlichen Verlauf des Harlem River um Marble Hill herum bildete, waren King’s Bridge (erste Brücke der Stadt, 1693) und Dyckman Bridge (1759). Dieser Teil wurde 1914 aufgeschüttet.

### Bronx Kill
(trennt die Bronx von Randall’s Island)
von West nach Ost:
| Name                | Eröffnung | Länge | Spuren | Verkehr | Bemerkung                            |
| ------------------- | --------- | ----- | ------ | ------- | ------------------------------------ |
| Triborough Bridge   | 1936      | 488 m | 8      |         | Nördlicher Arm der Triborough Bridge |
| Bronx Kill crossing | 1916      | 107 m | 3      | –       | Eisenbahnbrücke                      |

### East River
von Nord nach Süd:
| Foto | Name                     | Eröffnung | Länge   | Spuren | Verkehr | Bemerkung                                          |
| --- | ------------------------ | --------- | ------- | ------ | ------- | -------------------------------------------------- |
| Der östliche Arm der Triborough Bridge und die Hell Gate Bridge; Blick von Queens in Richtung Manhattan | Hell Gate Bridge         | 1916      | 310 m   | 3      | –       | Eisenbahnbrücke                                    |
| Der östliche Arm der Triborough Bridge und die Hell Gate Bridge; Blick von Queens in Richtung Manhattan | Robert F. Kennedy Bridge | 1936      | 847 m   | 8      | 97.241  | Östlicher Arm der Triborough Bridge                |
| | Roosevelt Island Bridge  | 1955      | 877 m   | 2      |         | Hubbrücke                                          |
| | 63rd Street Tunnel       | 1989      | 960 m   | 2 + 2  | –       | Oben: IND 63rd Street Line Unten: East Side Access |
| | 60th Street Tunnel       | 1920      |         | 2      | –       | BMT Broadway Line                                  |
| | Queensboro Bridge        | 1909      | 1.135 m | 10     | 181.365 | Zwei Ebenen übereinander                           |
| | 53rd Street Tunnel       | 1933      |         | 2      | –       | IND Queens Boulevard Line                          |
| | Steinway-Tunnel          | 1915      |         | 2      | –       | IRT Flushing Line                                  |
| | Queens Midtown Tunnel    | 1940      | 1.955 m | 4      | 88.379  |                                                    |
| | East River Tunnels       | 1910      |         | 4 × 1  | –       | 4 Eisenbahntunnel                                  |
| | 14th Street Tunnel       | 1924      |         | 2      | –       | BMT Canarsie Line                                  |
| | Williamsburg Bridge      | 1903      | 2.228 m | 8 + 2  | 110.545 | U-Bahn BMT Nassau Street Line/BMT Jamaica Line     |
| | Rutgers Street Tunnel    | 1936      |         | 2      | –       | IND Sixth Avenue Line                              |
| Manhattan Bridge (links) und Brooklyn Bridge (rechts); Blick von Manhattan in Richtung Brooklyn         | Manhattan Bridge         | 1909      | 2.089 m | 7 + 4  | 73.205  | IND Sixth Avenue Line , BMT Broadway Line          |
| Manhattan Bridge (links) und Brooklyn Bridge (rechts); Blick von Manhattan in Richtung Brooklyn         | Brooklyn Bridge          | 1883      | 1.825 m | 6      | 131.551 |                                                    |
| | Cranberry Street Tunnel  | 1933      |         | 2      | –       | IND Eighth Avenue Line                             |
| | Clark Street Tunnel      | 1919      |         | 2      | –       | IRT Broadway – Seventh Avenue Line                 |
| | Montague Street Tunnel   | 1920      |         | 2      | –       | BMT Broadway Line                                  |
| | Joralemon Street Tunnel  | 1908      |         | 2      | –       | IRT Lexington Avenue Line                          |
| | Brooklyn-Battery Tunnel  | 1950      | 2.779 m | 4      | 56.539  |                                                    |

### Hudson River

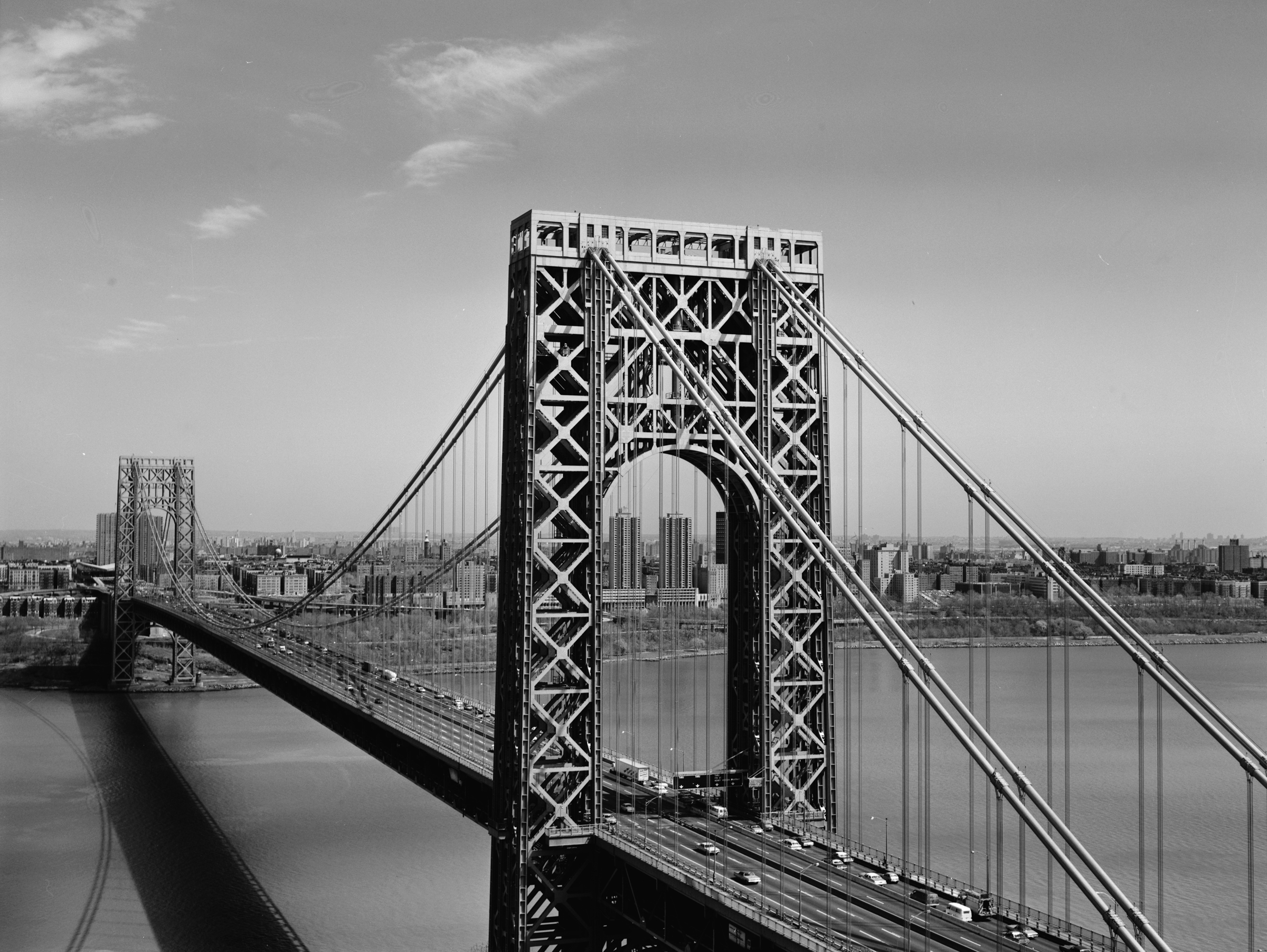
George Washington Bridge

von Süd nach Nord:
| Name                     | Eröffnung | Länge   | Spuren | Verkehr | Bemerkung                                                  |
| ------------------------ | --------- | ------- | ------ | ------- | ---------------------------------------------------------- |
| Downtown Hudson Tubes    | 1909      |         | 2      | –       | Port Authority Trans-Hudson (PATH) nach World Trade Center |
| Holland Tunnel           | 1927      | 2.609 m | 4      | 100.491 | Straßentunnel                                              |
| Uptown Hudson Tubes      | 1908      | 1.700 m | 2      | –       | PATH nach 33rd Street am Herald Square                     |
| North River Tunnels      | 1910      | 1.900 m | 2      | –       | Eisenbahntunnel des Nordostkorridors                       |
| Lincoln Tunnel           | 1937      | 2.504 m | 3 × 2  | 122.092 | Straßentunnel                                              |
| George Washington Bridge | 1931      | 1.451 m | 14     | 291.391 | Straßenbrücke                                              |

## Parkanlagen
- Battery Park
- Bryant Park
- Central Park
- East River Park
- Fort Tryon Park
- Highbridge Park
- High Line
- Hudson River Park
- Inwood Hill Park
- Madison Square
- Randalls Island Park
- Riverside Park
- Stuyvesant Square
- Tompkins Square Park
- Washington Square Park